# Maria-Ward-Schule Kempten
Die Maria-Ward-Schule Kempten ist eine staatlich anerkannte katholische Privatschule für Mädchen in Trägerschaft des Schulwerks der Diözese Augsburg in Kempten (Allgäu). Sie wurde im Jahr 1861 gegründet und wird von rund 630 Schülerinnen besucht (Schuljahr 2023/24).

## Geschichte

### Schulgründung
Im Jahr 1853 stellte der Magistratsrat Johann Baptist Haggenmüller den Antrag der Übernahme der katholischen Schulen des ehemaligen Fürststift Kemptens durch die Congegratio Jesu. Diese befanden sich seit Säkularisations- und Mediatisierungsprozessen des Fürststifts in Folge des Reichsdeputationshauptschlusses 1803 und trotz Einführung der allgemeinen Unterrichtspflicht im Kurfürstentum Bayern 1802 in einem desolaten Zustand und unter der losen Obhut einzelner Lehrkräfte.
Sowohl die protestantischen Mehrheitsverhältnisse im Magistratsrat von 7 zu 5 der ehemals konkurrierenden freien Reichsstadt und des Fürststifts, welche die Gründung einer katholischen Schule explizit zu verhindern versuchten, als auch die fehlende finanzielle Unterstützung durch die königliche Staatsregierung gestaltete die Einrichtung einer neuen Schule jedoch zunächst als schwierig. Insbesondere durch das Engagement des Buchhändlers und späteren Verlagsleiters des Kösel-Verlags Ludwig Huber, dessen Ehefrau Paula Huber einst selbst Schülerin des Englischen Instituts Augsburg war, konnten in den Jahren 1858 und 1859 Schenkungen in Höhe von 4000 Gulden des Stadtpfarrers Wankmüller aus St. Georg bei Augsburg, ein gebürtiger Kemptener, sowie von Pfarrer Weinhart aus Rieden bei Kaufbeuren eingeworben werden. Am 3. Dezember 1858 erfolgte mit Billigung der Schulkommission der Stadt sowie der königlichen Regierung der Beschluss des Magistrats der Stadt Kempten unter Bürgermeister Sebastian Arnold, die katholischen Mädchenschulen als Filialinstitut der „Englischen Fräulein“ der Congregatio Jesu Augsburg zu übergeben. Dieser Entscheidung vorausgegangen waren jedoch große Diskussionen, da sowohl städtische Vertreter als auch Pfarrer Weinhart eine Übergabe an die Armen Schulwestern, die bereits die Waisenhäuser in der Stadt betreuten, präferiert hatten.

### Schulgebäude in der Fürstenstraße

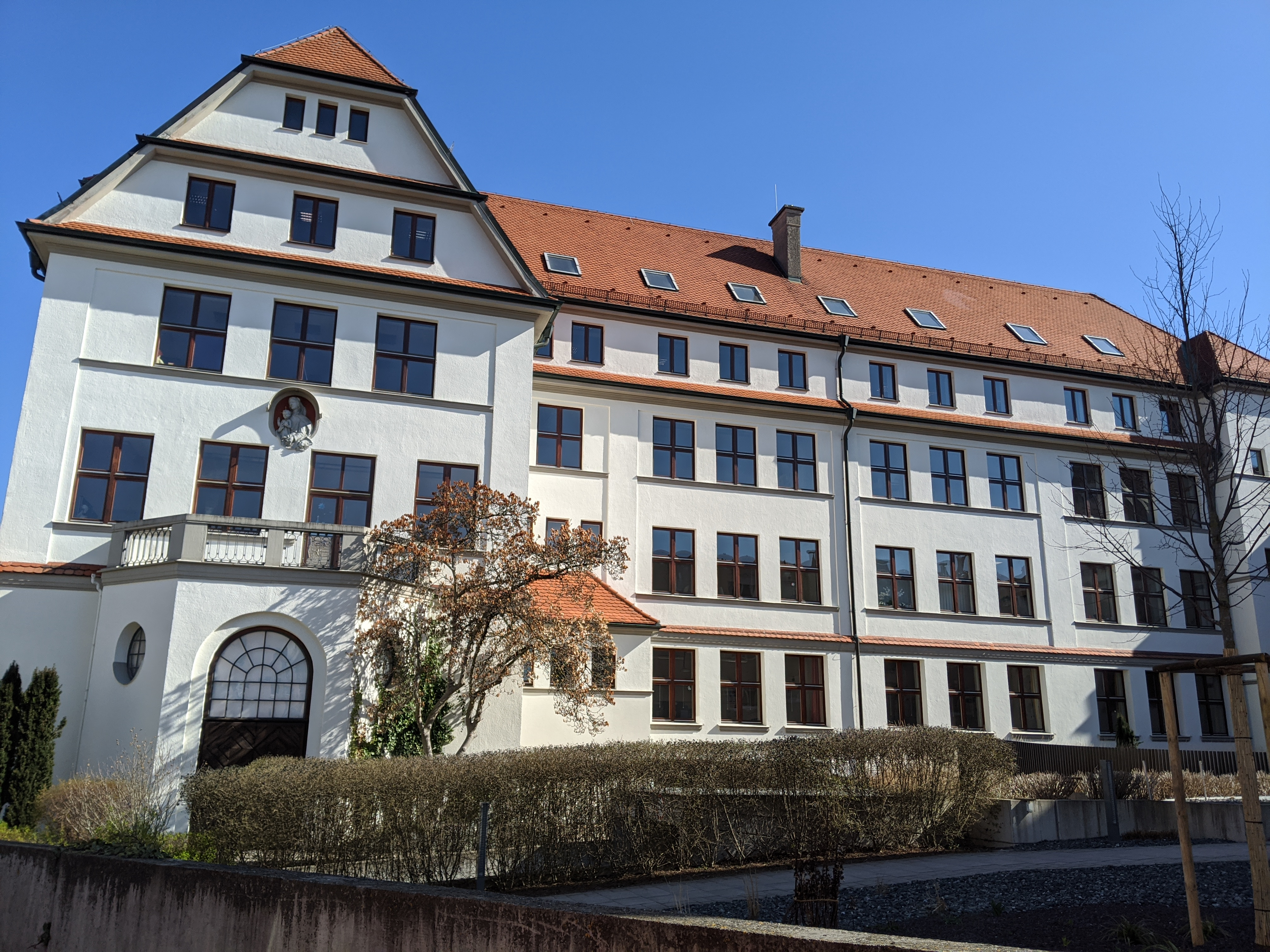
Das alte Schulgebäude in der Fürstenstraße 33/35

Am 20. September 1859 traten Oberin Philomena Wyakowsky und Generaloberin Katharina di Graecho aus München die Reise nach Kempten an und besichtigen mit dem katholischen Schulinspektor Xaver Dobler und Magistratsrat Josef Renn die Lokalitäten in der Fürstenstraße. Nachdem am 13. Juni 1860 auch offiziell die Regierung des Kreises Schwaben/Neuburg die Übernahme der Volksschule als Filialinstitut der Englischen Fräulein zu Kempten genehmigt hatte, trafen die ersten neun Schwestern unter Oberin Aloisia Nastler am 1. Oktober 1860 feierlich ein und beantragten noch im selben Jahr die Einführung einer Höheren Töchterschule für das Jahr 1861. Hierfür wurde dem Rat der Stadt ein eigener Erziehungsplan vorgelegt, sodass Bürgermeister Arnold bereits nach dem zweijährigen Bestehen in Augsburg für die Umwandlung der Filiale in eigenes Institut plädierte. Da jedoch Teile der Gemeindebevollmächtigten von St. Lorenz gegen eine Verselbstständigung stimmten, entschloss sich Bischof Pankratius von Augsburg für eine Kompromisslösung: Die Kemptener Leiterin zu einer eigenständigen Oberin zu ernennen, ihr aber jedoch den Rechtstitel zu entbehren. Dieser und damit formell den Status als selbstständiges Institut wurde ihr erst 1870 durch König Ludwig II. verliehen.
Da das Schulgebäude nur von der Stadt Kempten angemietet war, vermittelte Regierungspräsident von Zwehl zunächst den Kauf eines gegenüberliegenden Hauses (damals Fürstenstraße Nr. 146). Im Jahr 1879 wurden durch den Orden weitere angrenzenden Liegenschaften in der Fürstenstraße sowie ein Wiesengrundstück für eine Gartenanlage auf dem Reichelsberg käuflich erworben. 1882 wurde das daran anschließende Ökonomieanwesen gekauft, welches landwirtschaftlich genutzt wurde. Es versorgte die Schule und die Schwestern mit Milch und Gemüse und diente gleichzeitig als Erholungsareal für die Interatsschülerinnen. Der Zugewinn eines weiteren Nachbarhauses des Stammgebäudes in der Fürstenstraße erfolgte im Jahr 1888, welches damit die Einrichtung eines Speisesaals sowie einer eigenen Hauskapelle im ersten Stock ermöglichte. Im selben Jahr unterrichteten 29 Schwestern an der Schule. Ab dem Jahr 1914 wurden die Hauptgebäude unter Leitung von Architekt Ambros Madlener neu gebaut und 1916 eingeweiht, 1926 folgte ein Erweiterungsbau mit Schlafsälen.

### Schulschließung 1938
Ab dem 31. Januar 1912 gliederte sich die Schule in eine sechsstufige Höhere Töchterschule (5. bis 10. Jahrgangsstufe) sowie eine dreistufige Institutsschule (8. bis 10. Jahrgangsstufe) – die Vorläuferin der heutigen Realschule. Beide Schulformen setzten jeweils eine Aufnahmeprüfung voraus und endeten mit einem staatlich anerkannten Schulabschluss. 1936 wurde zum ersten Mal eine Abschlussprüfung durchgeführt, welche die Berechtigung zur Mittleren Reife gab.
Trotz heftiger Proteste der Elternschaft und Unterstützung durch Josef Holzmann, dem Stadtpfarrer von St. Lorenz, sollten jedoch im Mai 1936 durch die nationalsozialistische Regierung alle klösterlichen Lehrkräfte aus dem Dienst an staatlich anerkannten Schulen entfernt werden. Die Schulleiterin Maria Furtenbach wurde am 2. September 1937 ihres Amtes enthoben und alle staatlichen Zuschüsse für die Schule gestrichen. Am 13. April 1938 erging vom Bayerischen Staatsministerium für Unterricht und Kultus die Aufforderung an den Oberbürgermeister Otto Merkt, mit Ende des Schuljahres 1937/38 die Schule endgültig zu schließen. Im Institut waren zu dem Zeitpunkt 55 Ordensschwestern beschäftigt, 8 davon waren über 70 Jahre alt.
Ab dem Jahr 1941 wurde den Schwestern auch verboten, Privatunterricht zu erteilen. Die Stadt Kempten unter Oberbürgermeister Otto Merkt versuchte in der Zwischenzeit, zu einem günstigen Preis die Institutsgebäude zu erwerben und ermunterte die Schwestern zum Verkauf. Mit Unterstützung von Rechtsanwalt Schäfer, früherer Vorsitzender der Bayerischen Volkspartei im Bayerischen Landtag aus München jedoch gelang es, das durch die Stadt eröffnete Zwangsenteignungsverfahren abzuwenden. Die Englischen Fräulein vermieteten die Institutsräume durch kluges Verhandlungsgeschick kurzerhand selbst an die Wehrmacht. Am 5. Mai 1938 wurde ein Mietvertrag mit Intendaturrat Sternecker von der Wehrkreisverwaltung VII abgeschlossen, welche eine Nutzung des Räumlichkeiten im Erdgeschoss als Offiziersheim sowie des ersten und zweiten Stocks für 100 Mann vom Unterstab des Regiments vorsah. Nach Beginn des Zweiten Weltkriegs am 1. September 1939 wurden die Gebäude in ein Lazarett umgewandelt, die Schwestern zum Kriegsdienst verpflichtet und sie mussten in der Krankenpflege, der Küche oder im Labor arbeiten.

### Schließung der Oberstufe
Bereits am 11. Mai 1945 stellte die damalige Oberin Consilia Läpple bei Captain Hulin Webb, Leiter der Militärregierung der U.S.-amerikanischen Besatzungszone, einen Antrag auf die Wiederaufnahme von Privatunterricht durch die Schwestern, welcher am 12. Oktober des gleichen Jahres genehmigt wurde. Die erteilten Privatstunden waren zu diesem Zeitpunkt ihre einzige Einnahmequelle. Am 15. November 1945 folgte der Antrag auf Wiedereröffnung der Schule, wobei nachzuweisen war, dass keiner der klösterlichen als auch der weltlichen Lehrkräfte Mitglied der NSDAP, als auch nicht von der Militärregierung aus politischen Gründen entlassen worden war. Der Antrag wurde am 29. Dezember 1945 mit sofortiger Wirkung genehmigt. Da die Institutsgebäude noch als Camp für Displaced Persons aus Estland und Lettland hergegeben werden mussten, wurde der Unterricht ab 19. Februar 1946 mit zwei Klassen in den Räumen der gegenüberliegenden Fürstenschule abgehalten. Die ministerielle Unterrichtsgenehmigung erfolgte am 5. Juni 1946. Am 29. Januar 1948 teilte Oberbürgermeister Anton Götz mit, dass die Stadt Kempten auf den noch immer existierenden Zwangsenteigungsvermerk verzichte. Die Institutsgebäude in der Fürstenstraße befanden sich damit wieder in sicherem Eigentum des Ordens.
Da durch die Aufhebung des Klosters zur Zeit des Nationalsozialismus zahlreiche Schwestern fehlten und auch die Schülerzahlen des Lyzeums im Vergleich zur Mittelschule sich nur schwach entwickelten, wurde 1948 auch beschlossen, dieses wieder aufzugeben und das Institut als reine Realschule mit Internat weiterzuführen. Im Jahr 1951 wurde die letzte Klasse der Oberstufe entlassen.

### Seminargebäude am Hoffeldweg

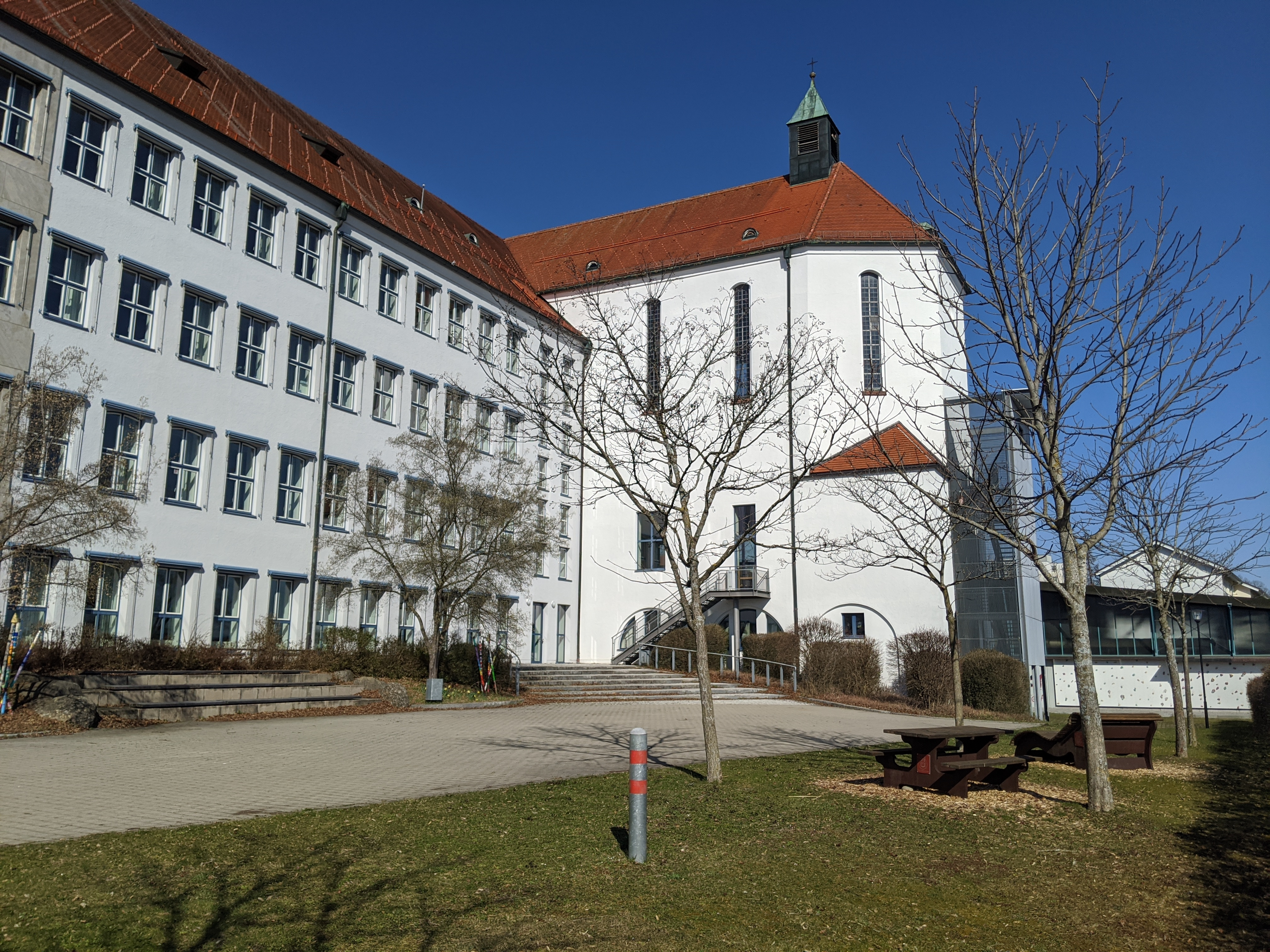
Das Seminargebäude am Hoffeldweg 12

Da die Stadt Kempten unter Oberbürgermeister Otto Merkt schon 1936 Gebiete auf dem Reichelsberg für den Bau eines Krankenhauses erworben hatte, wurden 1951 weitere anliegende Grundstücke der Englischen Fräulein verkauft. Eine Wiesenfläche im Südteil nahm jedoch die Diözese Augsburg für sich in Anspruch und errichtete darauf ein Studienseminar, welches im Jahr 1955 erstmals von Seminaristen bezogen wurde.

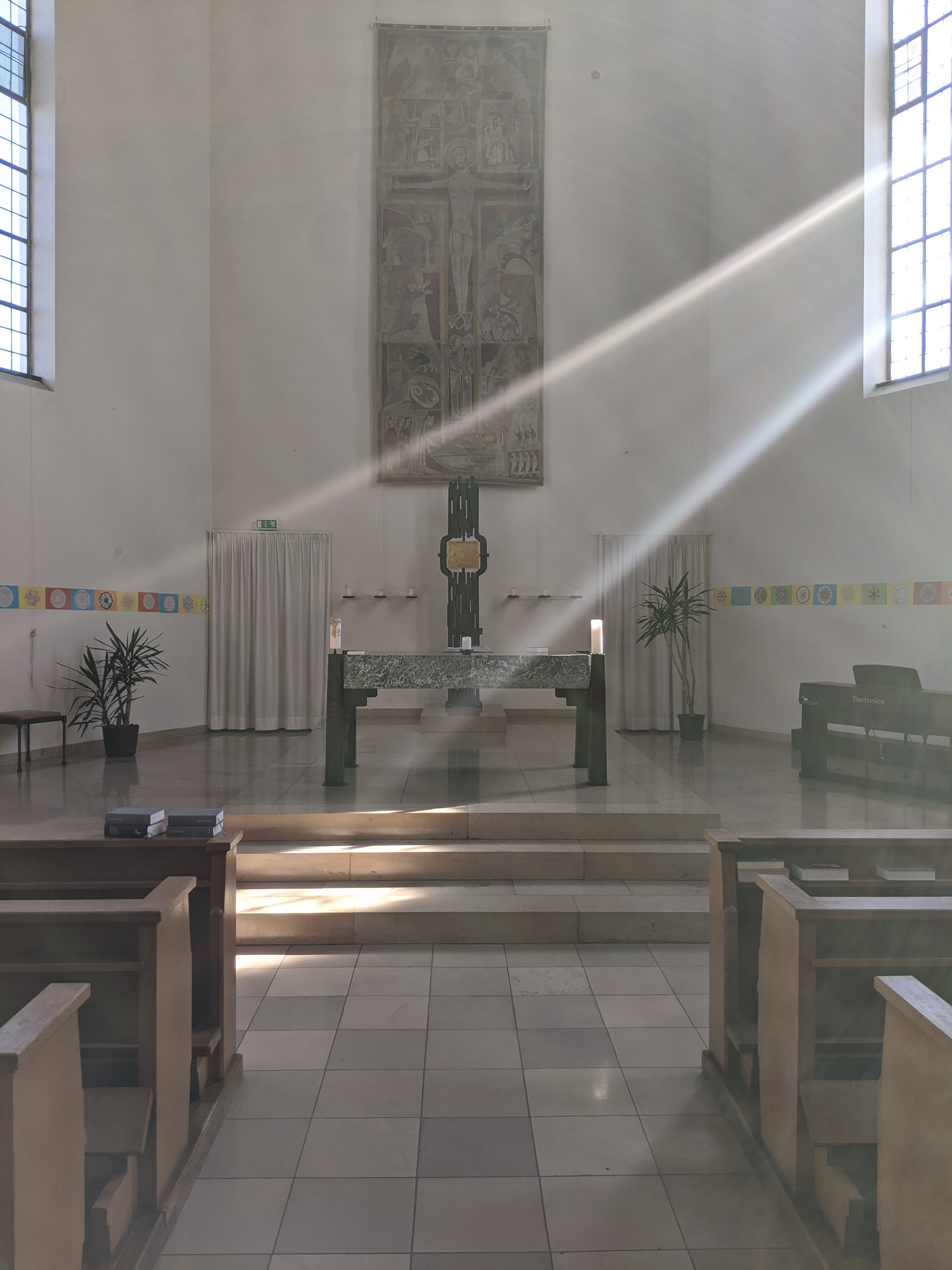
Hauskapelle im Seminargebäude am Hoffeldweg

Da sich in den folgenden Jahren immer weniger Schwestern entschlossen, sich dem Orden der Congregatio Jesu anzuschließen, beantragten die Institutsleiterin M. Benedikta Eschenloher und Schulleiterin Hermine Haid am 1. Dezember 1970 beim Bischöflichen Ordinariat Augsburg, für das Schuljahr 1971/72 nur noch eine und ab dem Schuljahr 1972/73 keine neuen Klassen mehr aufzunehmen. Ab dem Schuljahr 1971/72 wurde daher erstmals mit Annemarie Engeßer, einer ehemaligen Schulrätin der Stadt Kempten, eine weltliche Schulleiterin, die nicht Angehörige des Ordens war, berufen. Im Jahr 1975 wurde das Schulwerk der Diözese Augsburg gegründet. Am 10. Oktober 1975 erfolgte unter Bischof Stimpfle das Konstituierungstreffen in Augsburg mit den acht Gründungsschulen, von denen das Englische Institut in Kempten eine war, das fortan nun offiziell Maria-Ward-Schule Kempten hieß. Feierlich vollzogen wurde die Aufnahme ins Schulwerk am 16. Mai 1976. Mit der juristischen und finanziellen Sicherheit dieses Schulträgers stieg die Anzahl der weltlichen Lehrkräfte von Jahr zu Jahr, im Jahr 1980 war die Schule mit über 600 Schülerinnen die größte Realschule der Stadt Kempten.
Alle Schwestern des Instituts wurden im Jahr 1986 aus Kempten abberufen und in verschiedene schwäbische Häuser verteilt. Seit diesem Zeitpunkt wird die Schule ohne klösterliche und von rein weltlichen Lehrkräften getragen, die sich bis heute den Idealen der Maria Ward verpflichtet fühlen. Bis zum Jahr 1989 hatte die Hochschule Kempten Räume im Studienseminar am Hoffeldweg angemietet, welche aufgrund von baulichen Veränderungen der Fachhochschule nun frei wurden. Vier Klassen der neunten Jahrgangsstufe wurden daher aus Raumnot in den Institutsgebäuden zunächst dorthin ausgelagert. Da auch die Sportmöglichkeiten für die Schülerinnen in der Innenstadt sehr begrenzt waren, wurde mit dem Bau einer zeitgemäßen Zweifach-Schulsporthalle auf dem Grundstück am Hoffeld mit direkter Anbindung zum Seminargebäude begonnen. Am 27. April 1992 wurde diese feierlich eingeweiht. Am 17. Dezember 1993 erfolgte die endgültige Zusage, das Studienseminar zum neuen Schulgebäude der Maria-Ward-Schule Kempten umzubauen und die alten Institutsräume in der Fürstenstraße aufzugeben. Im Schuljahr 2001/02 erfolgte der Umzug der ganzen Schule in die neuen Räume, welche am 2. März 2002 durch Diözesanbischof Viktor Josef Dammertz feierlich eingeweiht wurden. Im Mai 2003 beschloss das Schulwerk der Diözese Augsburg die bisherige Mädchenrealschule der Armen Schulschwestern von Unserer Lieben Frau in Lenzfried zu übernehmen und in die Maria-Ward-Schule Kempten zu integrieren.

## Schulprofil

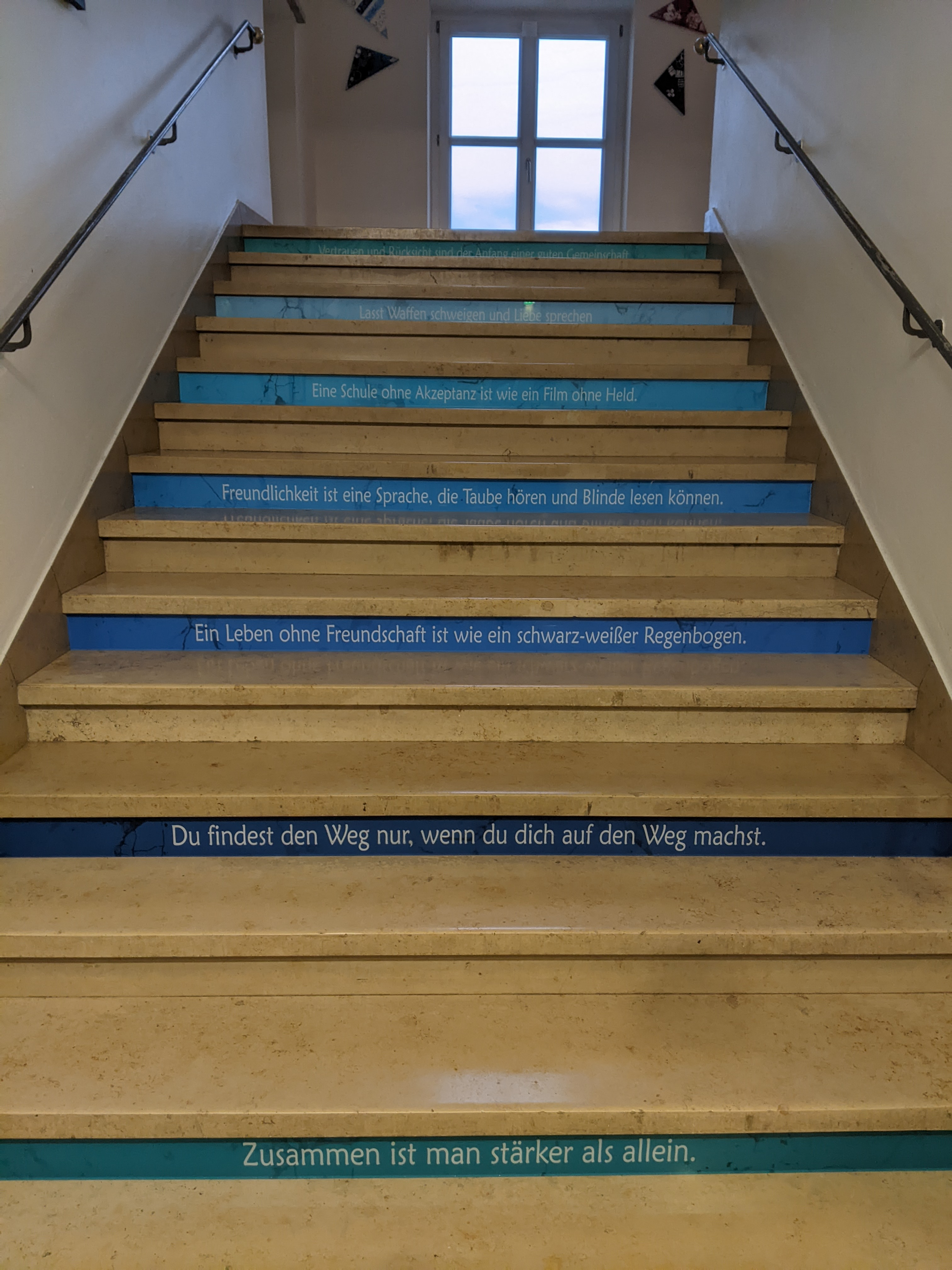
Werte im Schulalltag

Die Schule sieht sich der Werteerziehung im katholischen Sinne ihrer Ordensgründerin Maria Ward als Grundlage für jegliches menschliches Zusammenleben und damit auch pädagogisches Handeln verpflichtet, so exemplarisch durch ein Werte-Team unter Schülerinnen zur Gestaltung des täglichen Umgangs miteinander, ein Tutorinnensystem für jüngere Schülerinnen sowie die Möglichkeit eines freiwilligen sozialen Schuljahres im Rahmen der Schullaufbahn.
Die Förderung von Mädchen und jungen Frauen im MINT-Bereich stellt einen basalen Grundstein des Schulprofils dar. So war die Schule ab dem Jahr 1984 als eine von drei bayerischen Realschulen Modellschule für die Einführung des Pflichtfachs Informatik, heute bestehen zahlreiche Fördermöglichkeiten wie des MuT – Mädchen und Technik-Projekts über ein Schuljahr hinweg in Zusammenarbeit mit der Firma Liebherr.
Ab der siebten Jahrgangsstufe werden die Wahlpflichtfächergruppen mathematisch-technisch, wirtschaftswissenschaftlich, Französisch als zweite Fremdsprache sowie künstlerisch-gestalterisch mit verpflichtenden Abschlussprüfungen in den jeweiligen Neigungsfächern nebst den allgemeinen Prüfungen in den Fächern Deutsch, Englisch und Mathematik zum staatlich-anerkannten bayerischen Realschulabschluss angeboten.
Die Schule besitzt ein Ganztageskonzept für Schülerinnen aller Jahrgangsstufen. In der schuleigenen Mensa wird täglich von Kocheltern der Schülerinnen ein warmes Mittagessen zubereitet, für die individuelle Lern- und Freizeit in den Nachmittagsstunden stehen pädagogische Fachkräfte in eigenen Räumlichkeiten zur Verfügung. Seit dem Jahr 1971 wird als Nachfolge des Internat des Instituts diese Ganztagesbetreuung in der Schule zur Verfügung gestellt.

## Schulleitung
Kirchliche Schulleitungen
- Aloisia Nastler (1861–1890)

für die Jahre 1890 bis 1933 liegen keine gesicherten Quellen vor
- Maria Furtenbach (1933–1937)
- Consilia Läpple (ab 1945)
- Pia Lindenmayer
- Hermine Haid (bis 1971)

Weltliche Schulleitungen
- Annemarie Engeßer (1971–1994)
- Benno Knechtel (1994–1999)
- kommissarisch: Friedrich Schallenberger (1999–2000)
- Richard Schregle (2000–2013)
- Wolfgang Kern (2013–2022)
- Manuela Holzer (seit 2022)

## Schülerzahl
| Schuljahr                                | 1909 | 1948 | 1971 | 1973 | 1974 | 1983 | 1998 | 1999 | 2000 | 2001 | 2011 | 2022 |
| ---------------------------------------- | ---- | ---- | ---- | ---- | ---- | ---- | ---- | ---- | ---- | ---- | ---- | ---- |
| Anzahl Schülerinnen zu Schuljahresbeginn | 215  | 177  | 225  | 362  | 382  | 653  | 579  | 568  | 530  | 651  | 1075 | 609  |

Für die anderen Jahrgänge liegen keine gesicherten Daten vor.

## Auszeichnungen
- Petrus-Canisius-Preis für das Engagement der Kocheltern in der Mensa im Jahr 2017
- Petrus-Canisius-Preis für Compassion-Projekte im Jahr 2023[3]
- Umweltschule in Europa
- Digitale Schule der Initiative MINT-Zukunft schaffen[4]
- DELF-Prüfungszentrum

## Partnerschaften
- Kooperationssschule der Universität Augsburg
- Schulpartnerschaft mit der muva kempten GmbH
- Schulpartnerschaft mit der Firma Liebherr im Rahmen des MuT – Mädchen und Technik-Projekts

## Ehemalige der Schule
Ehemalige Lehrkräfte
- Florian Wörner (* 1970), römisch-katholischer Geistlicher und Weihbischof in Augsburg

Ehemalige Schülerinnen
- Auguste Enders-Schichanovsky (1865–1936), Polarforscherin[5]
- Else Eberhard-Schobacher (1887–1955), Heimatdichterin
- Liane Forestieri (* 1975), Schauspielerin[6]